# 諾沃西爾基-奧帕爾西基
49°32′32″N 23°50′41″E / 49.54222°N 23.84472°E
诺沃西爾基-奧帕爾西基（羅馬化：Novosilky-Oparski）是位於烏克蘭西部的村莊，由利沃夫州斯特雷區的米科拉伊夫市镇負責管轄。該村始建於1690年，面積1.76平方公里，海拔高度285米，2015年人口920，人口密度每平方公里522.73人。